# Chileens voetballer van het jaar
De Chileens voetballer van het jaar is een voetbalprijs die sinds 1951 bestaat en sinds 1969 jaarlijks wordt uitgereikt aan de beste profvoetballer uit de Chileense Primera División. De organisatie van de uitverkiezing is in handen van het dagblad Círculo de Periodistas Deportivos de Chile.

## Winnaars
| Jaar | Chileens voetballer van het jaar | Chileens voetballer van het jaar |
| Jaar | Winnaar                          | Club(s)                          |
| ---- | -------------------------------- | -------------------------------- |
| 1951 | Hernán Fernández                 | Unión Española                   |
| 1952 | Manuel Álvarez                   | Universidad Católica             |
| 1953 | Oscar Carrasco                   | Audax Italiano                   |
| 1957 | Atilio Cremaschi                 | Colo-Colo                        |
| 1960 | Juan Soto Mura                   | Colo-Colo                        |
| 1961 | Sergio Navarro                   | Universidad de Chile             |
| 1962 | Misael Escuti                    | Colo-Colo                        |
| 1963 | Hernán Rodríguez                 | Ferrobadminton                   |
| 1965 | Raúl Aguila                      | Audax Italiano                   |
| 1966 | Pedro Araya                      | Universidad de Chile             |
| 1967 | Alberto Quintano                 | Universidad de Chile             |
| 1969 | Adolfo Nef                       | Universidad de Chile             |
| 1970 | Osvaldo Castro                   | Deportes Concepción              |
| 1971 | Elson Beiruth                    | Colo-Colo                        |
| 1972 | Hugo Berly                       | Unión Española                   |
| 1973 | Francisco Valdés                 | Colo-Colo                        |
| 1974 | Adán Godoy                       | Santiago Morning                 |
| 1976 | Mario Soto                       | Unión Española                   |
| 1977 | Guillermo Azócar                 | CD Everton                       |
| 1978 | Rafael González                  | Unión Española                   |
| 1979 | Mario Galindo                    | Colo-Colo                        |
| 1980 | Manuel Rojas                     | CD Palestino                     |
| 1981 | Elías Figueroa                   | Fort Lauderdale Strikers         |
| 1982 | Mario Soto                       | Cobreloa                         |
| 1983 | Miguel Ángel Neira               | Universidad Católica             |
| 1984 | Lizardo Garrido                  | Colo-Colo                        |
| 1985 | Rafael González                  | Colo-Colo                        |
| 1986 | Óscar Fabbiani                   | CD Palestino                     |
| 1987 | Jaime Pizarro                    | Colo-Colo                        |
| 1988 | Jaime Pizarro                    | Colo-Colo                        |
| 1989 | Héctor Hoffens                   | Universidad de Chile             |
| 1990 | Iván Zamorano                    | FC St. Gallen                    |
| 1991 | Mario Osbén                      | Cobreloa                         |
| 1992 | Juan Covarrubias                 | Cobreloa                         |
| 1993 | Jorge Contreras                  | Colo-Colo                        |
| 1994 | Alberto Acosta                   | Universidad Católica             |
| 1995 | Cristian Traverso                | Universidad de Chile             |
| 1996 | Sebastián Rozental               | Universidad Católica             |
| 1997 | Marcelo Salas                    | CA River Plate                   |
| 1998 | Marcelo Salas                    | Lazio                            |
| 1999 | Pedro González                   | Universidad de Chile             |
| 2000 | Sergio Vargas                    | Universidad de Chile             |
| 2001 | Jaime Riveros                    | Santiago Wanderers               |
| 2002 | Miguel Ramírez                   | Universidad Católica             |
| 2003 | Rodrigo Meléndez                 | Cobreloa                         |
| 2004 | Luis Fuentes                     | Cobreloa                         |
| 2005 | José Luis Sierra                 | Unión Española                   |
| 2006 | Matías Fernández                 | Colo-Colo                        |
| 2007 | Carlos Villanueva                | Audax Italiano                   |
| 2008 | Gary Medel                       | Universidad Católica             |
| 2009 | Claudio Bravo                    | Real Sociedad                    |
| 2010 | Rodrigo Millar                   | Colo-Colo                        |
| 2011 | Eduardo Vargas                   | Universidad de Chile             |
| 2012 | Charles Aránguiz                 | Universidad de Chile             |
| 2013 | Cristopher Toselli               | Universidad Católica             |
| 2014 | Jaime Valdés                     | Colo-Colo                        |
| 2015 | Claudio Bravo                    | FC Barcelona                     |
| 2016 | Arturo Vidal                     | Bayern München                   |
| 2017 | Jaime Valdés                     | Colo-Colo                        |
| 2018 | Esteban Paredes                  | Colo-Colo                        |
| 2019 | José Pedro Fuenzalida            | Universidad Católica             |